# Thumba Equatorial Rocket Launching Station
El Thumba Equatorial Rocket Launching Station (TERLS) és un port espacial de l'Índia operat per l'Indian Space Research Organization. Està ubicat a Thumba, Thiruvananthapuram que està a prop de la punta sud de la península de l'Índia, molt a prop de l'equador magnètic de la terra. És utilitzat actualment per la ISRO per llançar coets sonda.

## Ubicació
Thumba es troba a prop de l'equador magnètic de la Terra (que es troba just al nord de Thumba), per la qual cosa és el lloc ideal per als científics per dur a terme la investigació atmosfèrica. De fet, la ubicació de Thumba en 8°32'34" N i 76°51'32" E és ideal per a estudis de la ionosfera de baixa altura i atmosfera superior. Thumba és un petit poble de pescadors situat a prop de l'aeroport de Thiruvananthapuram a Kerala. Thumba també és un dels punts més llunyans del Pakistan i la Xina.